# Вартан, Майкл
Майкл Вартан (англ. Michael Vartan, род. 27 ноября 1968) — французско-американский актёр, наиболее известный по роли Майкла Вона в телесериале «Шпионка».

## Биография
Вартан родился в 1968 году во Франции в семье еврейки художницы Дорис и музыканта Эдди Вартана (отец которого армяно-болгарского происхождения, а мать — венгерского). Тётя актёра — известная французская певица Сильви Вартан. Когда мальчику было пять лет, его родители развелись, и Вартан вместе со своей матерью переехал в Соединённые Штаты. Будучи подростком, он вернулся во Францию к своему отцу и жил в небольшом городе Флёри в Нормандии. Однако в возрасте 18 лет, чтобы избежать призыва на военную службу, он возвратился к своей матери в Лос-Анджелес, где стал обучаться актёрскому мастерству.
Снявшись в нескольких европейских лентах, включая «Фиориль» братьев Тавиани, Вартан вскоре привлёк к себе внимание в Голливуде. Он исполнил роли второго плана в таких фильмах, как «Нецелованная» (1999), «Фото за час» (2002), «Если свекровь — монстр» и других.
Наиболее известной его работой стала роль Майкла Вона в американском телесериале «Шпионка» (2001—2006). Также он появлялся в отдельных эпизодах сериалов «Друзья» и «Элли Макбил». Вартан сыграл Теренса Андерсона в телесериале «По расчету».
Он ведет еженедельную спортивную программу под названием Advanced Shouting совместно с друзьями Дэном Петривом и Ноэлем Фогельманом. Первый выпуск был загружен на YouTube в июне 2020 года. Трансляция также доступна через Facebook.

## Личная жизнь
В 2003 году находился в отношениях с Дженнифер Гарнер, с которой познакомился на съемках сериала «Шпионка». Пара рассталась в августе 2004.
В марте 2010 года Вартан объявил о своей помолвке с Лорен Скаар, с которой он познакомился на парковке Whole Foods Market в Лос-Анджелесе в 2009 году. Пара поженилась 2 апреля 2011 года на курорте Пеликан Хилл в Ньюпорт-Бич, штат Калифорния. Скаар подала на развод в июле 2014 года, сославшись на непримиримые разногласия.
У Вартана есть собака по имени Милли. Он является фанатом австралийского футбола и хоккея.

## Фильмография
| Год       |    | Русское название                                | Оригинальное название                            | Роль                |
| --------- | -- | ----------------------------------------------- | ------------------------------------------------ | ------------------- |
| 1989      | тф | Чёрная кожаная куртка                           | Black Leather Jacket                             | парень на мотоцикле |
| 1991      | ф  | Мужчина и две женщины                           | Un homme et deux femmes                          | Фред                |
| 1992      | ф  | Летние прогулки                                 | Promenades d'été                                 | Томас               |
| 1992      | ф  | Убийство в телевизионной камере                 | Stringer                                         | Крис                |
| 1993      | с  | Донор                                           | Spender                                          | Пол Дюшейн          |
| 1993      | ф  | Фиориль                                         | Fiorile                                          | Жан / Массимо       |
| 1993      | с  | Падшие ангелы                                   | Fallen Angels                                    | Гарри Стоун         |
| 1995      | ф  | Вонгу Фу, с благодарностью за всё! Джули Ньюмар | To Wong Foo, Thanks for Everything! Julie Newmar | Томми               |
| 1996      | ф  | Чужие похороны                                  | The Pallbearer                                   | Скотт               |
| 1997      | ф  | Тени прошлого                                   | The Myth of Fingerprints                         | Джейк               |
| 1997      | ф  | Прикоснись ко мне                               | Touch Me                                         | Адам                |
| 1997      | с  | Друзья                                          | Friends                                          | доктор Тим Бёрк     |
| 1998      | ф  | Улыбка мертвеца                                 | Dead Man's Curve                                 | Крис                |
| 1999      | ф  | Нецелованная                                    | Never Been Kissed                                | Сэм Кулсон          |
| 2000      | ф  | От судьбы не уйдёшь                             | It Had to Be You                                 | Чарли Хадсон        |
| 2000      | ф  | Лучший друг                                     | The Next Best Thing                              | Кевин               |
| 2000      | с  | Элли Макбил                                     | Ally McBeal                                      | Джонатан Бассетт    |
| 2000      | ф  | Песок                                           | Sand                                             | Тайлер Бриггс       |
| 2001      | с  | Туманы Авалона                                  | The Mists of Avalon                              | Ланселот            |
| 2002      | ф  | Фото за час                                     | One Hour Photo                                   | Уилл Йоркин         |
| 2001—2006 | с  | Шпионка                                         | Alias                                            | Майкл Вон           |
| 2005      | ф  | Если свекровь — монстр                          | Monster-in-Law                                   | доктор Кевин Филдс  |
| 2005      | с  | Секреты на кухне                                | Kitchen Confidential                             | Майкл Валентайн     |
| 2007      | ф  | Крокодил                                        | Rogue                                            | Пит Маккелл         |
| 2007      | с  | Мужчины в большом городе                        | Big Shots                                        | Джеймс Уокер        |
| 2008      | ф  | Джолин                                          | Jolene                                           | Брэд                |
| 2009—2011 | с  | Сестра Готорн                                   | Hawthorne                                        | доктор Том Уэйкфилд |
| 2010      | ф  | Крутые кексы                                    | High School                                      | учитель математики  |
| 2011      | ф  | —                                               | Demoted                                          | Родни Макадамс      |
| 2011      | ф  | Коломбиана                                      | Colombiana                                       | Дэнни Дилейни       |
| 2012      | с  | На старт!                                       | Go on                                            | безымянная роль     |
| 2012      | с  | Огненное кольцо                                 | Ring of Fire                                     | доктор Мэттью Купер |
| 2014      | с  | Мотель Бейтс                                    | Bates Motel                                      | Джордж Хелденс      |
| 2014      | с  | Супружеский долг                                | Satisfaction                                     | Дилан               |
| 2015      | с  | Исправлять ошибки                               | Rectify                                          | Форрест             |
| 2016      | ф  | Нина                                            | Nina                                             | интервьюер на радио |
| 2016      | ф  | Внутри                                          | Crawlspace                                       | Джон Александер     |
| 2017      | ф  | Преступление в маленьком городе                 | Small Town Crime                                 | детектив Кроуфорд   |
| 2017—2018 | с  | По расчёту                                      | The Arrangement                                  | Теренс Андерсон     |
| 2018      | с  | Бог меня зафрендил                              | God Friended Me                                  | Джеффри             |